# До зірок (фільм)
«До зірок» (англ. Ad Astra) — науково-фантастичний драматичний фільм 2019 року режисера Джеймса Грея.
Через шістнадцять років після того, як його батько зник у місії до Нептуна, метою якої був пошук ознак позаземного інтелекту, Рой МакБрайд, інженер армійського корпусу, подорожує по Сонячній системі, щоб знайти його і зрозуміти, чому місія провалилася.

## Сюжет
Астронавт Рой МакБрайд обслуговує величезну антену, побудовану для пошуків позаземного розуму. Несподівано антену накриває якась хвиля, що призводить до вибуху, Рой падає, але встигає скористатись парашутом. Згодом з'ясовується, що таємничі вибухи відбулися по всій Землі, це явище отримало назву «Спалах».
МакБрайда викликає керівництво НАСА і космічних військ США. Йому розповідають, що джерело «Спалаху» пов'язане з невідомими процесами на Нептуні. Саме туди 29 років тому вирушив батько Роя, Кліффорд МакБрайд, з метою досягти зони, в якій немає перешкод для виявлення сигналів позаземного розуму. Проте його корабель «Ліма» зник у польоті. «Ліма» була обладнана джерелом енергії на основі анігіліяції антиматерії, котра й може бути джерелом «Спалаху». Реакція загрожує стати ланцюговою і тоді Земля зазнаватиме нових, дедалі більших збитків. На Роя покладають завдання полетіти до Нептуна та з'ясувати що там відбувається.
Роя під прикриттям спершу відправляють на місячну базу як звичайного пасажира. Його напарником стає літній астронавт, колишній колега батька — полковник Прутт. Але місячні шахти ворогують між собою і на конвой МакБрайда нападають пірати. Після втечі в Прутта стається серцевий напад, і він залишається на Місяці для лікування. Рой вирушає до космопорту сам, перед цим Прутт віддає йому секретний відеофайл. Переглянувши його пізніше, Рой розуміє, що керівництво НАСА поклало вину за «Спалах» на його батька. На ракеті «Цефей» МакБрайд летить на Марс, дорогою екіпаж отримує сигнал лиха від наукового корабля. В ході рятувальної операції виявляється, що там вийшли з-під контролю піддослідні мавпи. Через напад тварини розбивається шолом капітана «Цефея» і той гине.
Прибувши на Марс, Рой МакБрайд записує кілька аудіопослань для батька, які відправляє в глибокий космос. Після цього Роя несподівано усувають від роботи, замкнувши на базі. Від доктора Гелі Лантос Рой дізнається, що «Цефей» готується летіти до Нептуна з ядерною бомбою на борту аби знищити «Ліму». Лантос показує запис, з якого з'ясовується, що її батьки входили в екіпаж «Ліми» і збунтувалися, а Кліффорд убив бунтарів. Вона переконана, що батько Роя здатний поставити під загрозу і всіх людей аби лише знайти позаземний розум. Лантос допомагає Рою втекти з-під арешту й дістатися до ракети, щоб той зупинив Кліффорда. Рой проникає на пусковий майданчик «Цефея» через підземне озеро. Йому вдається пробратись на борт, але екіпаж намагається його нейтралізувати попри переконання Роя в добрих намірах. Під час бійки стається витік отруйної речовини, що вбиває всіх, крім Роя. «Цефей» продовжує політ, який триває кілька тижнів. Дорогою Рой переглядає записи від батька та своєї дружини Ів.
Прибувши до Нептуна, Рой виявляє «Ліму» і проникає на корабель, екіпаж якого мертвий. При стикуванні він втрачає свою транспортну капсулу через зіткнення з кільцями планети. Рой встановлює ядерний заряд біля реактора корабля — джерела «Спалаху». Після цього Рой знаходить свого постарілого батька. Втомлений і хворий Кліффорд розповідає синові про бунт, у результаті якого реактор було пошкоджено і він спричинив «Спалах». Кліффорд показує результати своїх досліджень, з яких слідує, що люди, імовірно, єдина розумна форма життя. Проте батько відмовляється повертатись на Землю, вважаючи, що там він чужий і краще аби вчинене ним убивство лишилось таємницею. Він жалкує про одне — що всі ці роки не був разом із сином.
При переході з «Ліми» на «Цефей», Кліффорд змушує сина відпустити його та лишається в космосі померти. Рой, забравши з собою записи батька, добирається до свого корабля, і вирушає в зворотний шлях. «Ліма» вибухає, тим самим припинивши «Спалах».
У фіналі Роєві вдається посадити «Цефей» на Землю, де він дає звіт про свій стан. Він каже, що спокійний і має передати отриману від батька любов далі. Рой вирушає в кафе, де чекає зустрічі з дружиною.

## Акторський склад
| Актор             | Роль              | Дубляж                |
| ----------------- | ----------------- | --------------------- |
| Бред Пітт         | Рой МакБрайд      | Андрій Твердак        |
| Томмі Лі Джонс    | Кліффорд МакБрайд | Володимир Нечепоренко |
| Рут Негга         | Хелен Лантос      |                       |
| Лів Тайлер        | Єва Макбрайд      |                       |
| Дональд Сазерленд | полковник Пруйт   |                       |
| Джон Ортіс        | генерал Рівас     |                       |
| Джеймі Кеннеді    | Пітер Белло       |                       |
| Ґреґ Брик         | Чіп Гарнс         |                       |
| Кімберлі Еліз     | Лоррейн Діверс    |                       |
| Лорен Дін         | Дональд Стенфорд  |                       |
| Енн Макденіелс    | Шунга Холограм    |                       |
| Ліза Гей Гемілтон | Амелія Вогель     |                       |
| Джон Фінн         | Страуд            | Юрій Гребельник       |

## Критика
Фільм отримав схвальні відгуки від критиків. На агрегаторі рецензій Rotten Tomatoes фільм має рейтинг 83 % (на основі 290 відгуків) і середню оцінку 7,62/10. На Metacritic стрічка має середній бал 80 зі 100 (на основі 54 рецензій), що вважається здебільшого схвальним.
Кінокритик Валерій Мирний дав стрічці 8 балів з 10-и, написавши наступне: «… Грей… зняв своє ні на що не схоже кіно. Воно безумовно глядацьке і цікаве, але й підхід до нього потрібен особливий. В одній людині тут вмістилися ворожість і краса космосу, відстані, що охоплюють місяці шляху, і невпинне прагнення до своєї мети: позбутися почуття самотності та возз'єднатися з сім'єю. Для цього Рою треба потрапити в серце своєї особистої темряви і самостійно повернутися назад до сонячного світла, що пестить Землю.».